# Museu de Ceràmica de Manises
El Museu de Ceràmica de Manises (MCM) és un museu etnològic públic de titularitat municipal que depèn de l'Ajuntament de Manises al País Valencià. És un museu monogràfic de ceràmica, centrat sobretot en la de Manises i en concret la ceràmica dels segles xiv al xx, així com ceràmica contemporània de creació, que s'obtenia dels guanyadors del Concurs Nacional de Ceràmica de Manises.

## Història del Museu
El museu va ser inaugurat el 26 de novembre de l'any 1967. S'hi exposen els objectes d'art i ceràmica llegats a l'Ajuntament per José Casanova Dalfó i Pilar Sanchis Causa. El museu era conegut en aquell moment com a «Museu Municipal Casanova Dalfó - Sanchis Causa».
A l'ocasió de la inauguració del museu es va obrir el II Concurs de Ceràmica organitzat per l'Obra Sindical d'Artesania.
Com a part del llegat d'aquest matrimoni a l'Ajuntament de Manises hi havia una casa senyorial del segle xvii, utilitzada per aquest matrimoni com a residència d'esbarjo a Manises, que es va transformar en la seu del museu, així com una extensa col·lecció de peces de ceràmica que havien anatradquirint al llarg del temps.
L'acceptació del llegat va tenir lloc a la sessió plenària del 7 de març de 1962, en què també es va decidir donar el nom de José Casanova Dalfó a un dels carrers de Manises.
En aquesta primera època del museu, cal destacar que a les seves instal·lacions a més de les peces de ceràmica llegades que conformaven en aquell moment la col·lecció permanent, es van acollir els llibres de la Biblioteca Municipal de Manises, que va estar instal·lada diversos anys a les dependències del Museu.
Al llarg dels anys el museu ha patit canvis que l'han portat fins a una consolidació el 1983. Cada etapa de la història del museu està caracteritzada per l'activitat desenvolupada pel director d'aquell moment, així hem de destacar la tasca de gran part d'ells per ampliar els fons del museu, com és el cas de José Royo Villar (director de 1970-1977), que va recuperar de fragments de ceràmica, enterrades al subsòl de la ciutat per evitar-ne l'espoli, bé fomentant l'arribada de peces a través de donacions, per a això va establir contactes amb empreses de ceràmica i veïns de Manises.
Ja als anys 80 del segle xx se centra més la preocupació en la catalogació de peces i organització de l'exposició permanent, destacant la tasca de Josep Pérez Camps (director de 1984-2013)
Actualment, i de la mà de lae directora Sara Blanes Ibáñez (directora des del 2013), el projecte museístic se centra en l'adaptació del MCM a les noves funcions dels museus ia les necessitats recents del públic, apostant per un Museu com a lloc on es combinin l'entreteniment i l'aprenentatge, a través de l'organització d'activitats de caràcter divers però amb un objectiu comú: implicar la comunitat i que el Museu es converteixi en un projecte no sols institucional, sinó també social.
L'any 2017 va entrar a formar part de la Xarxa de Museus Etnològics Locals, coordinada pel Museu Valencià d'Etnologia.

## Seu
El Museu de Ceràmica de Manises és establert en un edifici del segle xviii, al carrer Sagrario 22, que no presenta catalogació com a edifici però sí que s'hi té un retaule ceràmic de la Santíssima Trinitat que es pot veure a la façana principal. L'edifici està compost per dos immobles annexos que formen una única edificació. Va ser llegada a l'Ajuntament de Manises pels darrers propietaris, José Casanova Dalfó i Pilar Sanchis Causa amb la intenció de ser destinada a museu municipal.
A finals dels anys 80 del segle xx es va ampliar el museu aprofitant l'espai que antigament ocupava el pati posterior de la casa. Aquest eixample era esdevingut indispensable. Ja ha havia hagut un primer projecte fallit el 1975, va donar lloc a un nou projecte arquitectònic redactat pels arquitectes Vicent J. Lerma Rodrigo i José R. Sanchis Solsona l'any 1983 i executat finalment entre 1985-1987.
L'any 2017 es va plantejar novament la necessitat d'ampliar l'espai expositiu i de serveis del museu, per a això l'Ajuntament va comprar un edifici adjacent.

## Col·lecció

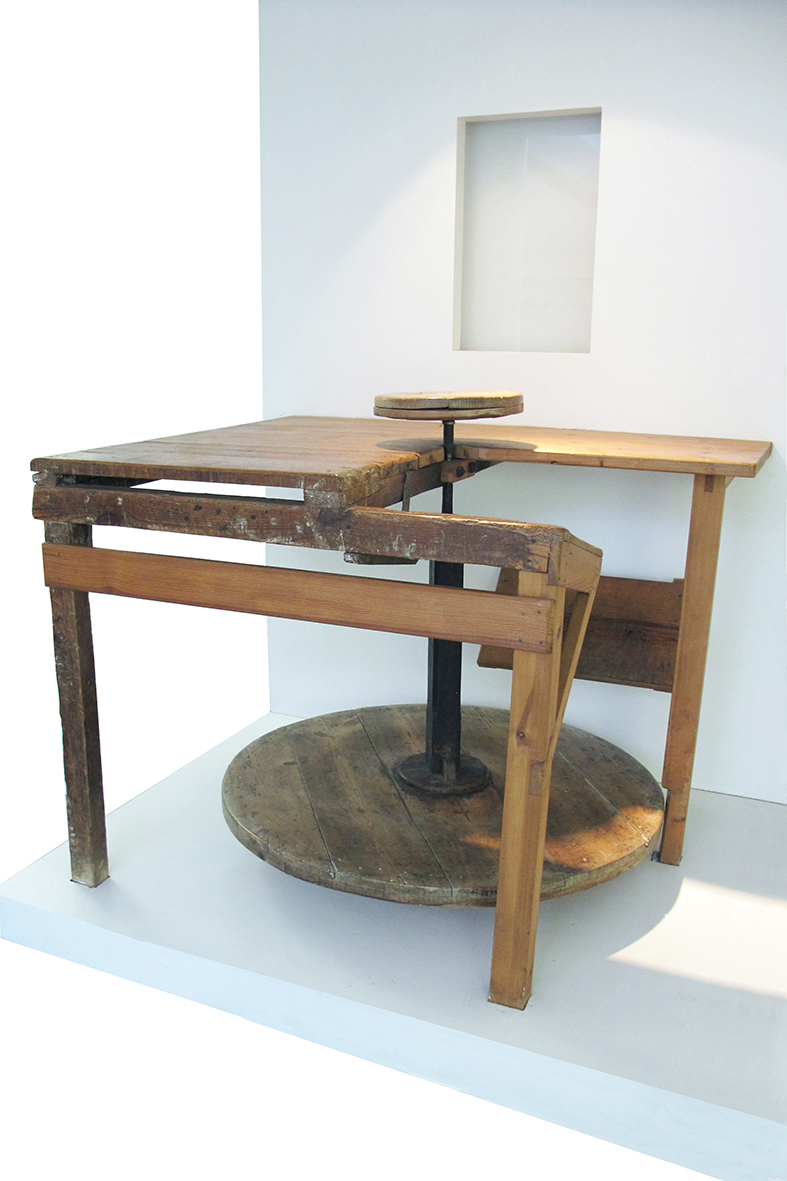
Torn de 1930, usat a Manises per modelar peces.

La col·lecció inicial del Museu de Ceràmica de Manises la van constituir els objectes d'art i ceràmica que, juntament amb l'edifici, van arribar a l'Ajuntament de Manises per José Casanova Dalfó i Pilar Sanchis Causa. Era un conjunt heterogeni d'obres entre les quals hi havia peces de ceràmica, així com de vidre i metall, pintures, etc.

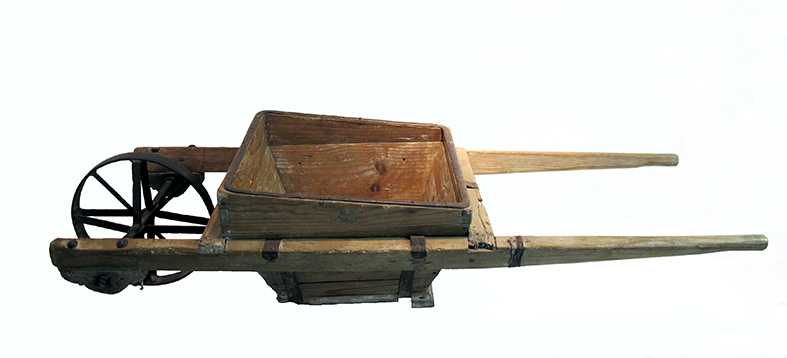
Carretó, Manises, 1930 (per transportar pasta)

Pel que fa al fons de ceràmica, hi havia una bona mostra de peces del segle xix i de la darreria del segle xx. Tot i això, eren escasses les obres dels segles xv al xviii i de principi del segle xx. Amb els anys, l'incipient repertori ceràmic ha crescut i s'ha especialitzat amb un objectiu: formar una col·lecció representativa de cadascun dels períodes pels quals ha travessat la producció de ceràmica a Manises durant els més de set-cents anys d'activitat ininterrompuda.
Des del 1972, els fons augmenten regularment per la celebració del Concurs Nacional de Ceràmica de Manises, certamen que l'any 1993 es va convertir en Biennal Europea de Ceràmica i des del 2001 és una biennal de caràcter internacional. Les obres premiades a les diferents edicions d'aquests concursos passen a ser propietat de l'Ajuntament de Manises i es conserven al Museu.

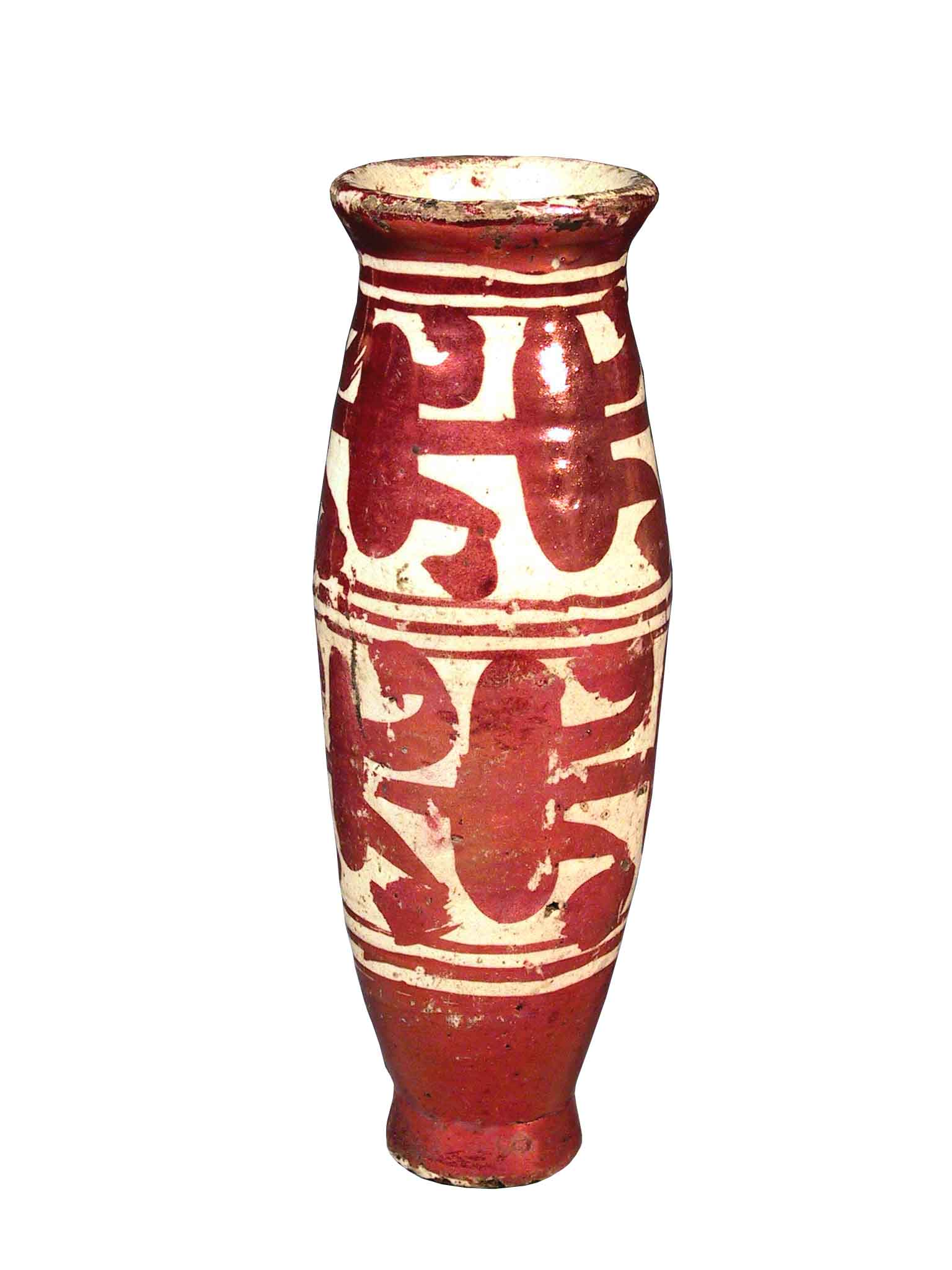
Meler de reflex metàl·lic, Manises (1720-1790)
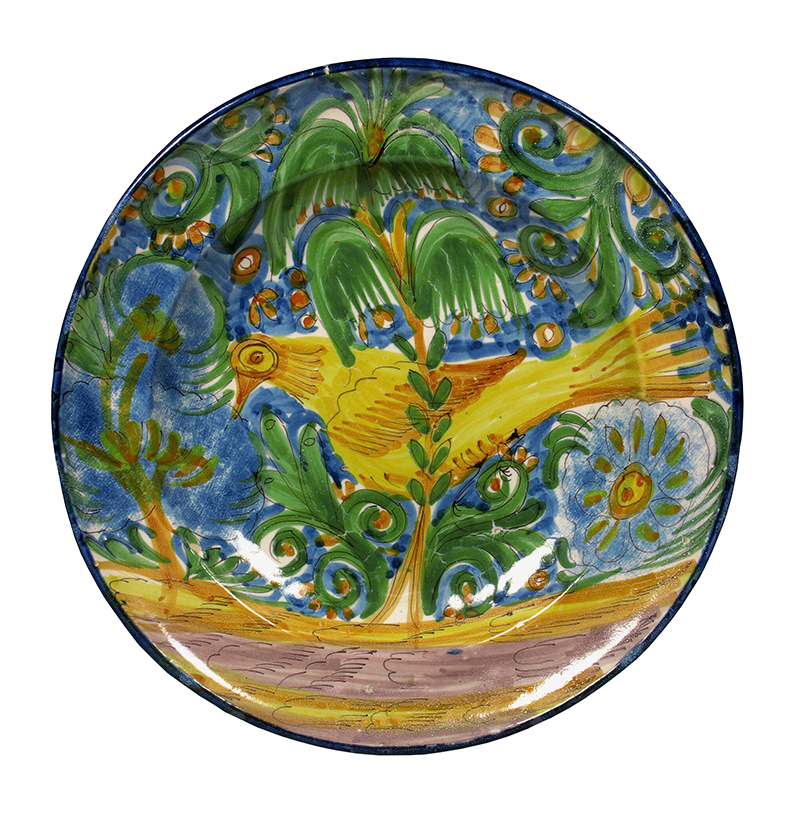
Plat, Manises (1850-1875)
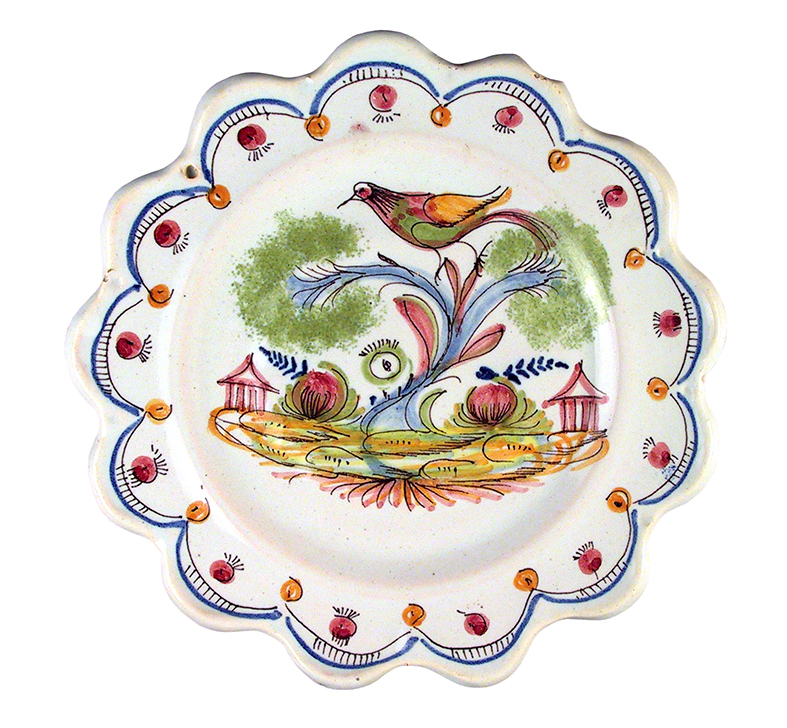
Plat d'ones, Manises (1875-1895)
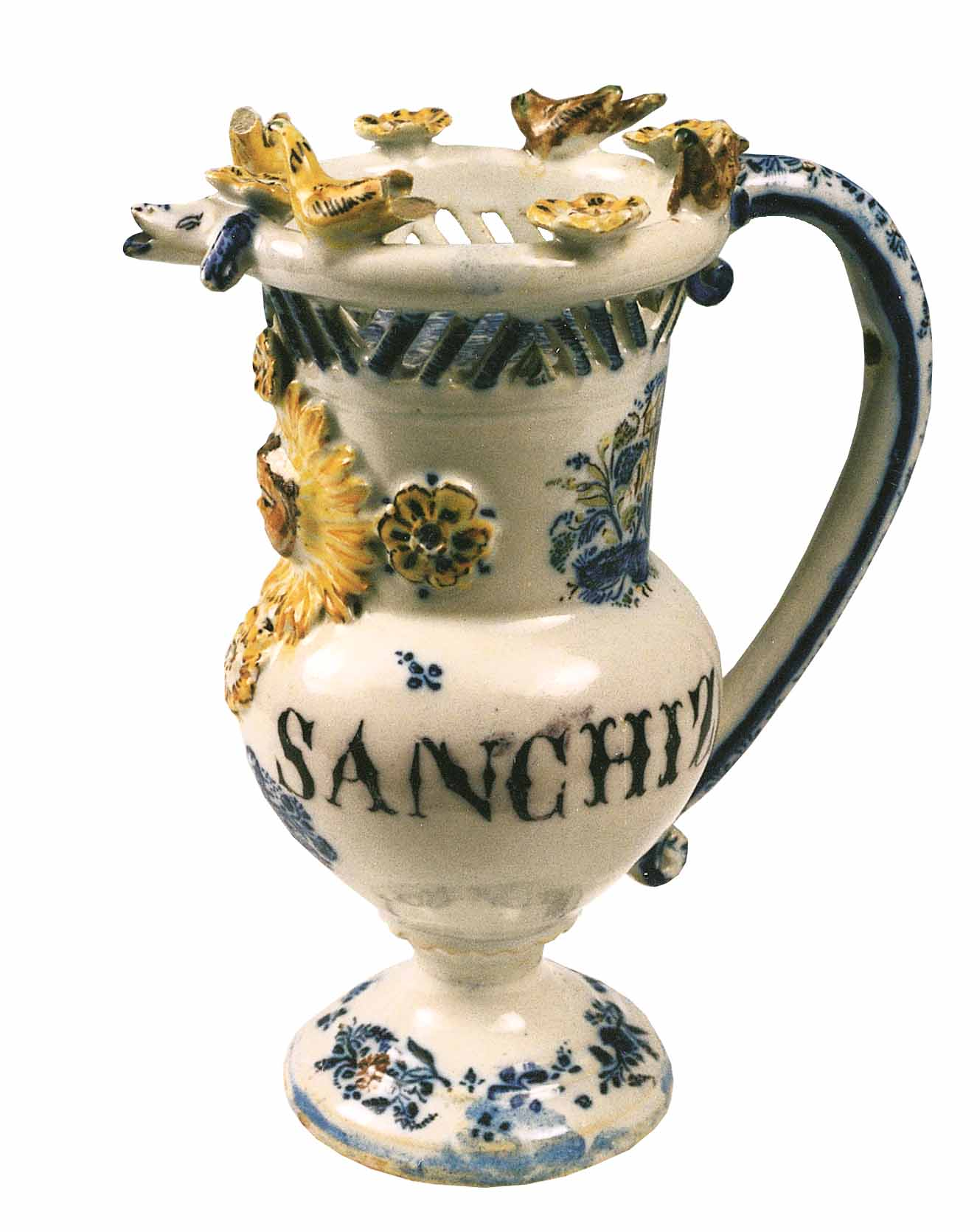
Pitxer, Manises (1800-1899)
Escudella d'orelles, Manises (1575-1609)

La col·lecció permanent del museu es pot organitzar en dos blocs, per una banda hi ha la col·lecció de peces de ceràmica en si, i per altres la col·lecció d'eines per a la fabricació d'aquesta ceràmica.

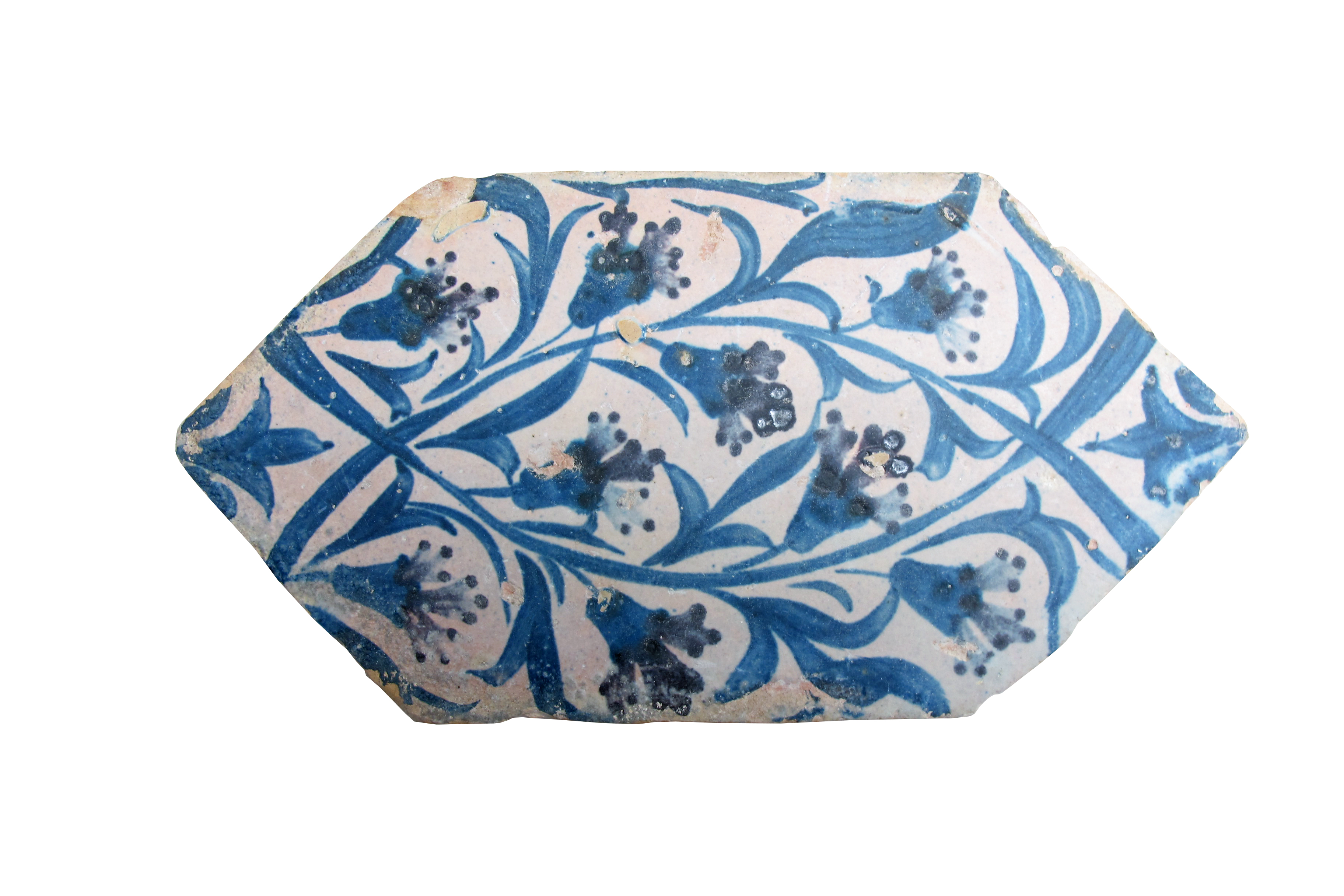
Taulell amb decoració de clavells, Manises (1400-1490)
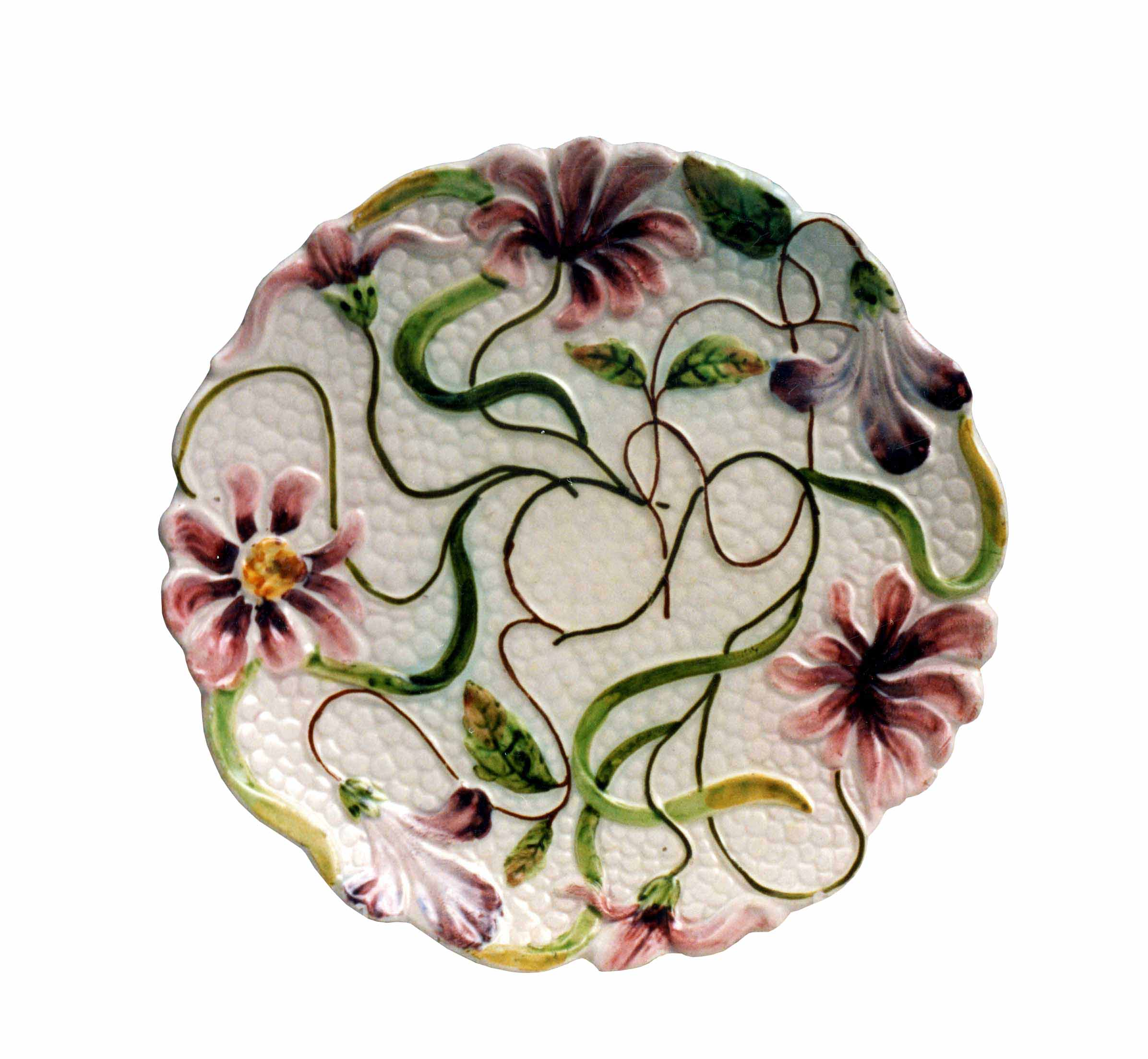
Plat, Manises (1900-1930)
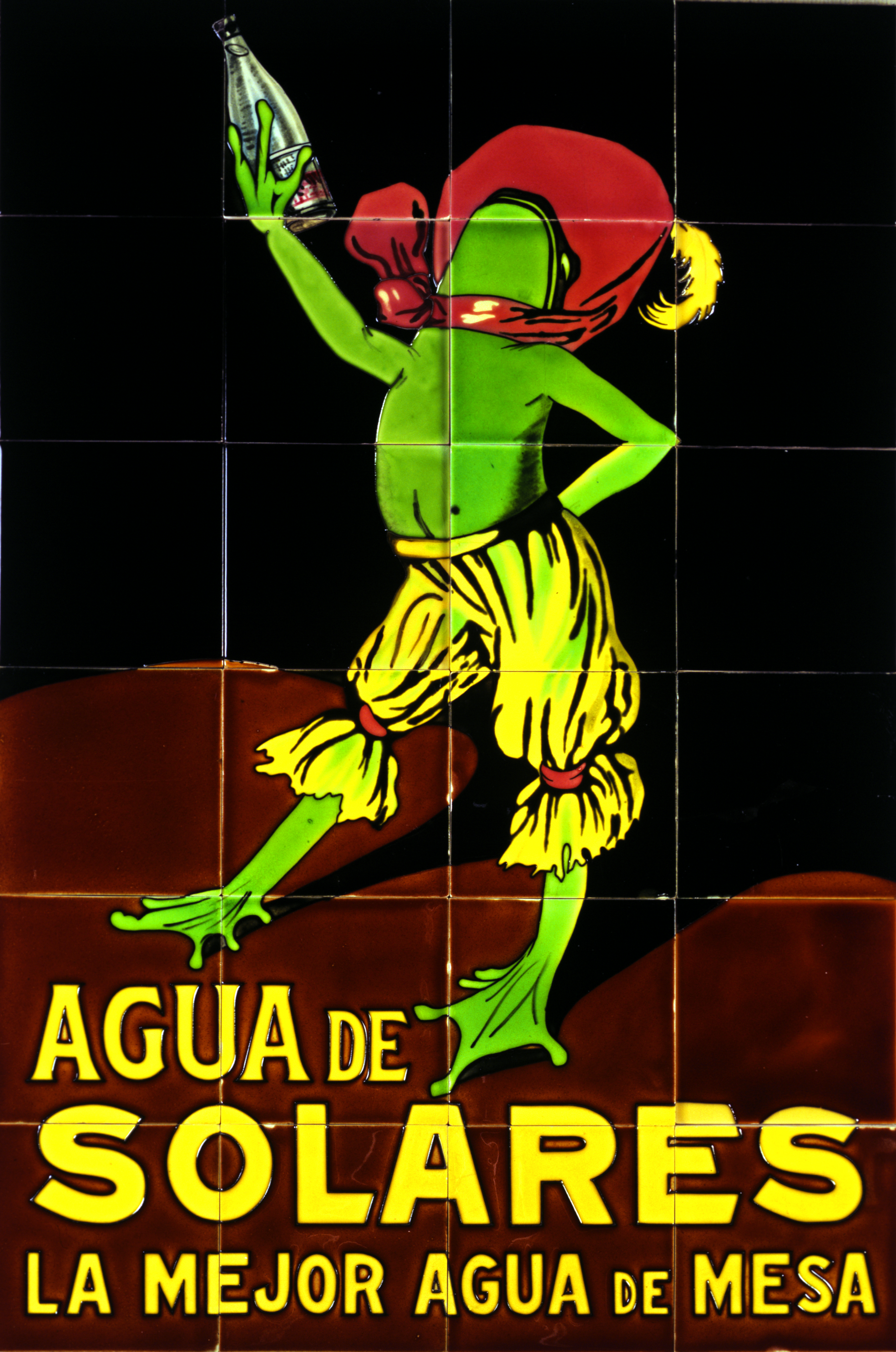
Panell publicitari de taulells, Manises (ca. 1930)
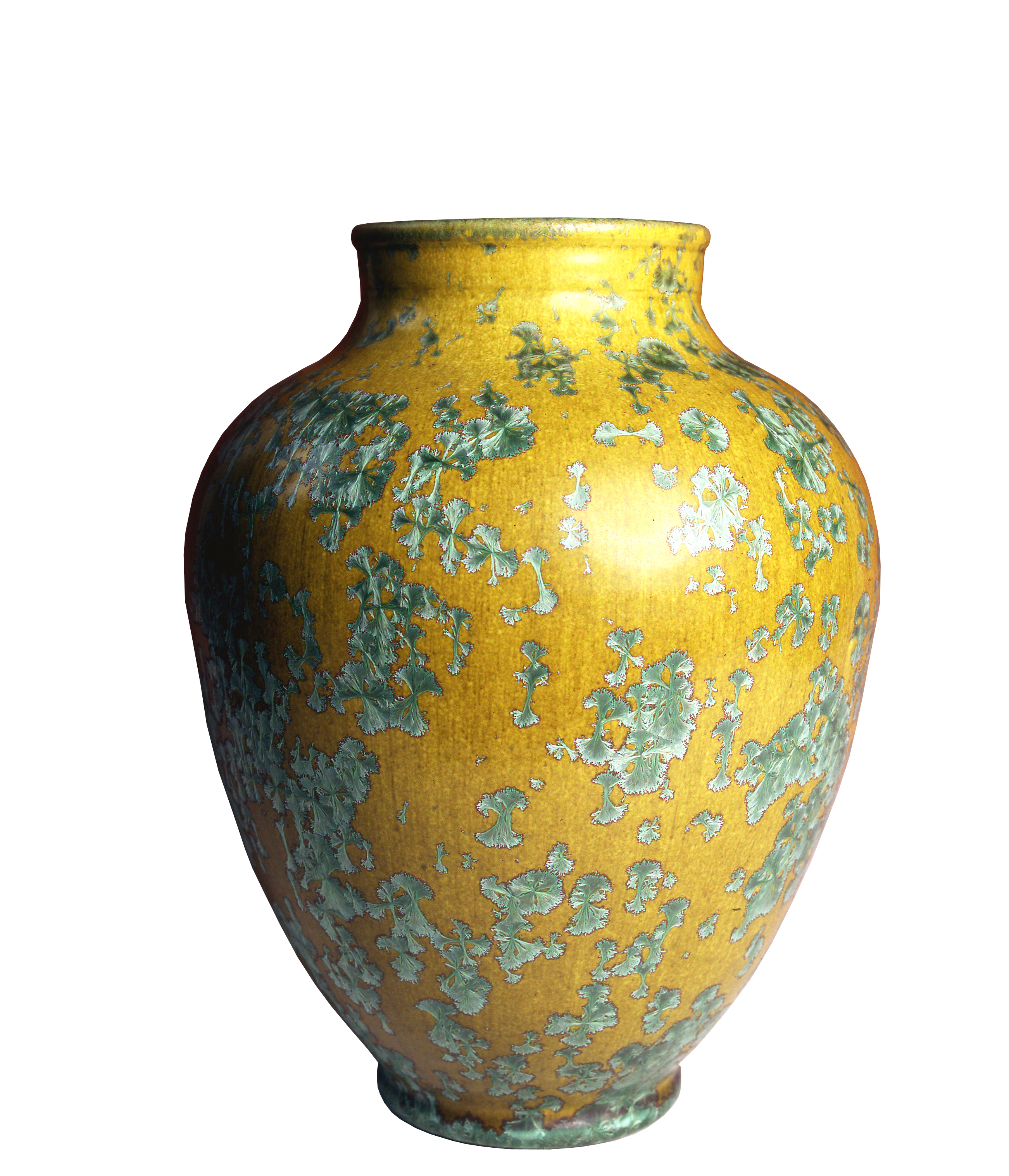
Gerro, Alfons Blat (1953)

El resultat és un patrimoni ceràmica de més de 5.500 peces produïdes principalment a Manises, amb una cronologia que comprèn des del segle xiv fins al segle xx, així com ceràmica contemporània de creació i un conjunt de 1.400 eines i utensilis utilitzats en els processos de fabricació i decoració de la ceràmica. A més, el Museu alberga, per la seua importància i influència en la ceràmica local, mostres de produccions no exclusivament manisseres: taulelleta polícroma procedent de fàbriques de la ciutat de València, peces confeccionades a l'Alcora i, dins de l'apartat de ceràmica d'art, obres dels artistes Alfons Blat i Arcadi Blasco i una representació dels treballs premiats a la Biennal Internacional de Ceràmica de Manises.

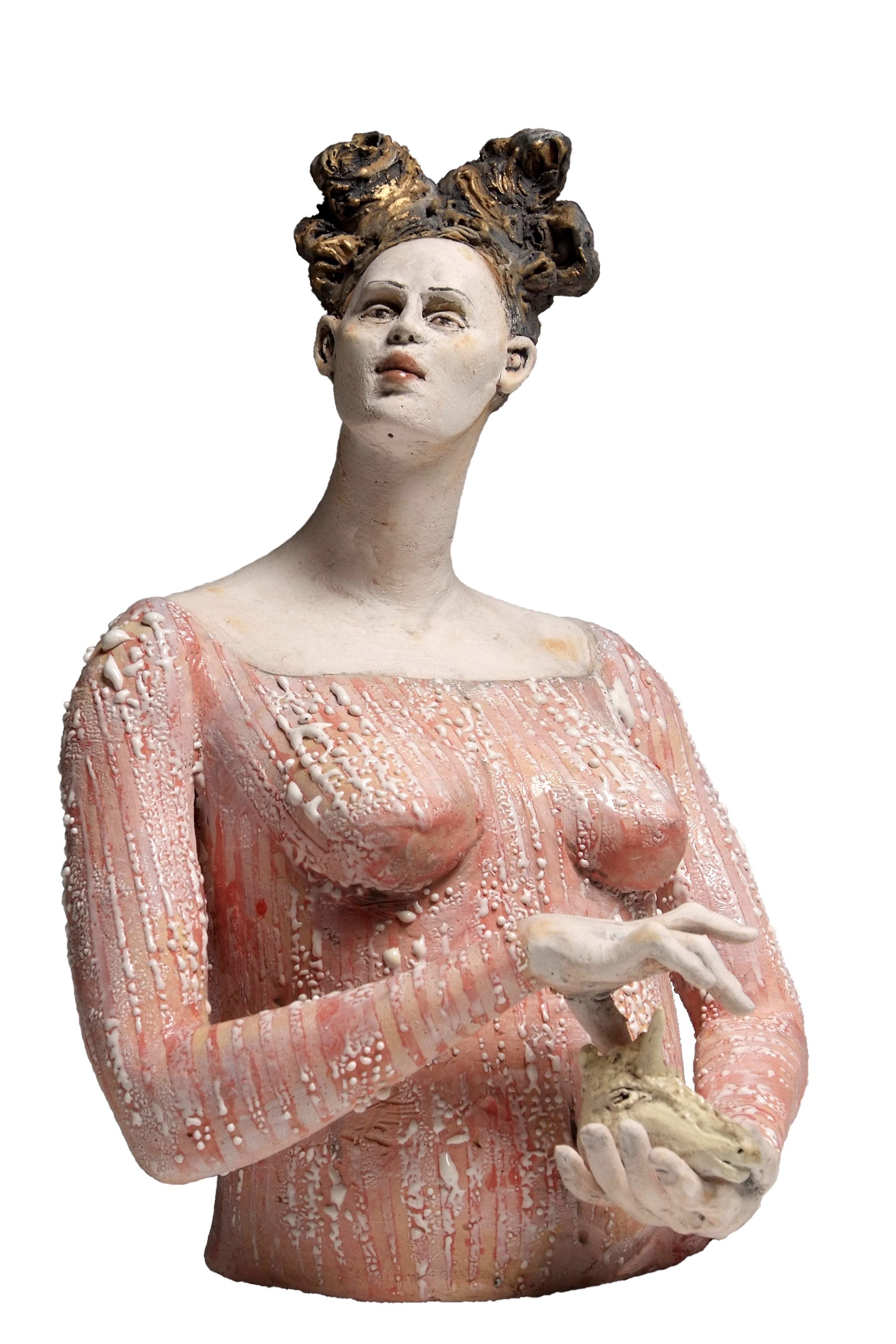
Escultura obra de Bàrbara Balzer, 2011. Primer premi en la X Biennal Internacional de Ceràmica de Manises (o Premi President de la Generalitat en la X Biennal Internacional de Ceràmica de Manises)

## Activitats del Museu
El museu organitza a més a més una sèrie d'activitats al llarg de l'any:
- Exposicions, algunes de les sobre donacions que rep el museu (cada any, el MCM organitza una exposició on s'exposen les obres que ciuatadans han donat al Museu gràcies. La mostra serveix per agrair els donants en l'increment dels fons del Museu i en la conservació de la nostra cultura i història.), o sobre peces cedides temporalment al museu per veïns (cada dos anys i amb una temàtica diferent, el MCM organitza una exposició amb peces cedides temporalment pels veïns: Des de l'inici d'aquesta activitat, el Museu ha acollit les mostres següents: L'escuradeta (2014), Pedestals i Portatestos (2016) i Filtres i Sinaís (2018) És una iniciativa molt important per al Museu, car serveix per donar a conèixer el ric patrimoni ceràmic que encara es conserva a les cases dels veïns del poble, així com per estrènyer llaços amb la ciutadania.

- Taller de restauració, departament del Museu de Ceràmica de Manises que conserva i restaura el material arqueològic provinent de les excavacions al subsòl de la ciutat durant les darreres tres dècades.[1]
- Biennal Internacional de Ceràmica de Manises (BICM), organitzada per l'Ajuntament de Manises, però coordinada per la Tècnica del MCM i gestionada majoritàriament per personal del Museu.[22]

## 50 aniversari

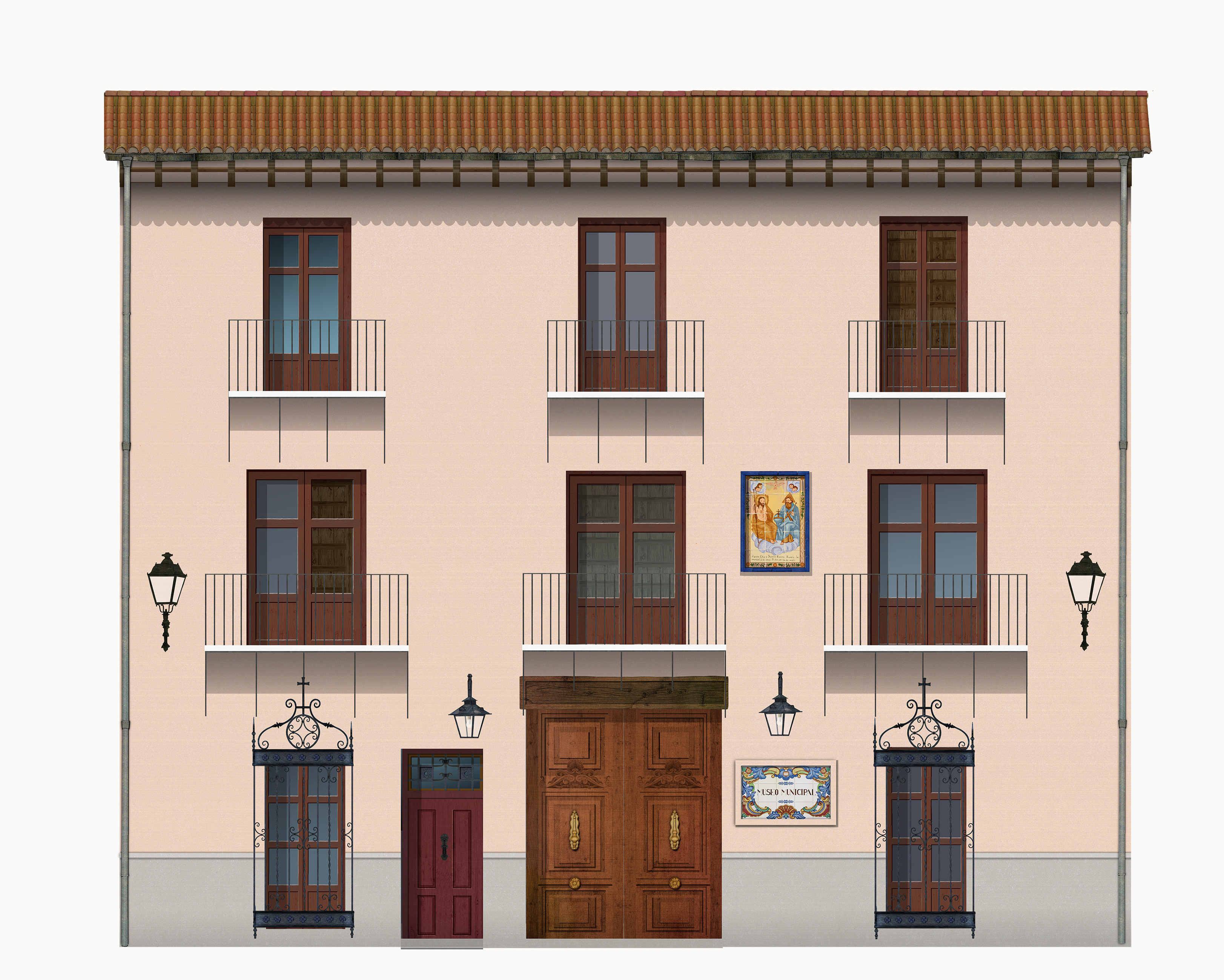
Vista de la façana principal, imatge cedida pel Museu Valenciá d'Etnologia.

A final del mes de novembre del 2017, el Museu de Ceràmica de Manises va fer 50 anys de vida des que va obrir les portes el 1967. Mig segle durant el qual ha desenvolupat activitats de manera ininterrompuda i ha dotat Manises d'un espai de recuperació , conservació, investigació, exposició i difusió de la qual, fins fa unes dècades, va ser la seva ocupació fonamental: la ceràmica.